# Individual Ready Reserve
La réserve individuelle préparée (Individual Ready Reserve, IRR) est une catégorie de la composante de réserve des forces armées des États-Unis composée d'anciens militaires d'active ou de réserve. Son statut est réglementé par la loi.